# Tony Mitchell (basket-ball, 1992)
Pour les articles homonymes, voir Tony Mitchell et Mitchell.
Tony Mitchell, né le 7 avril 1992, est un joueur américain de basket-ball. Il évolue aux postes d'ailier fort et d'ailier.

## Biographie

### Carrière universitaire
Après avoir joué deux ans avec les Mean Green de North Texas à l'Université de North Texas, il se présente à la draft 2013 de la NBA.

### Carrière professionnelle

#### Pistons de Détroit (2013-Déc. 2014)
Il est le premier joueur de l'université de North Texas à être drafté en NBA depuis John Horrocks en 1984 qui a été drafté par les Mavericks de Dallas. Il est drafté par les Pistons de Détroit à la 37e position. Il est donc le joueur de North Texas à être drafté en NBA le plus haut, devant Kenneth Lyons en 1983, drafté à la 47e position.
Le 19 juillet 2013, il signe un contrat rookie avec les Pistons. Quand les joueurs draftés en 2013 se regroupent pour participe à la photographie annuelle de groupe pour NBA.com, Mitchell est considéré comme le plus athlétique.
Le 26 décembre 2013, Mitchell est envoyé chez les Mad Ants de Fort Wayne, en D-League. Le 13 janvier 2014, il est rappelé dans l'effectif des Pistons. Le 31 janvier 2014, il est renvoyé chez les Mad Ans. En février 2014, il est rappelé par les Pistons.
Durant son année de sophomore (deuxième saison en NBA), il est envoyé plusieurs fois chez le Drive de Grand Rapids, la nouvelle équipe de D-League affiliée aux Pistons.

#### Suns de Phoenix (Déc. 2014-Jan. 2015)
Le 24 décembre 2014, il est transféré aux Suns de Phoenix en échange d'Anthony Tolliver .

Il est libéré par les Suns le 9 janvier 2015 afin de recruter le joueur Brandan Wright .

## Statistiques
gras = ses meilleures performances

### Universitaires
Les statistiques en matchs universitaires de Tony Mitchell sont les suivants :
| Saison    | Équipe      | Matchs | Titul. | Min./m | % Tir | % 3pts | % LF | Rbds/m. | Pass/m. | Int/m. | Ctr/m. | Pts/m. |
| --------- | ----------- | ------ | ------ | ------ | ----- | ------ | ---- | ------- | ------- | ------ | ------ | ------ |
| 2010-2011 | North Texas | -      | -      | -      | -     | -      | -    | -       | -       | -      | -      | -      |
| 2011-2012 | North Texas | 23     | 20     | 29,4   | 56,7  | 43,9   | 73,9 | 10,35   | 1,57    | 0,87   | 3,04   | 14,74  |
| 2012-2013 | North Texas | 32     | 29     | 32,4   | 44,0  | 30,0   | 67,5 | 8,53    | 0,81    | 0,97   | 2,72   | 13,00  |
| Total     | Total       | 55     | 49     | 31,2   | 49,0  | 34,0   | 70,2 | 9,29    | 1,13    | 0,93   | 2,85   | 13,73  |

### Professionnelles

#### Saison régulière NBA
| Saison    | Équipe  | Matchs | Titul. | Min./m | % Tir | % 3pts | % LF | Rbds/m. | Pass/m. | Int/m. | Ctr/m. | Pts/m. |
| --------- | ------- | ------ | ------ | ------ | ----- | ------ | ---- | ------- | ------- | ------ | ------ | ------ |
| 2013-2014 | Détroit | 21     | 0      | 3,8    | 41,7  | 100,0  | 57,9 | 1,24    | 0,10    | 0,29   | 0,14   | 1,05   |
| Total     | Total   | 21     | 0      | 3,8    | 41,7  | 100,0  | 57,9 | 1,24    | 0,10    | 0,29   | 0,14   | 1,05   |

Mise à jour le 30 mai 2022

#### Saison régulière D-League
| Saison    | Équipe       | Matchs | Titul. | Min./m | % Tir | % 3pts | % LF | Rbds/m. | Pass/m. | Int/m. | Ctr/m. | Pts/m. |
| --------- | ------------ | ------ | ------ | ------ | ----- | ------ | ---- | ------- | ------- | ------ | ------ | ------ |
| 2013-2014 | Fort Wayne   | 11     | 10     | 23,9   | 46,2  | 0,0    | 72,7 | 7,73    | 0,82    | 0,55   | 1,09   | 7,64   |
| 2014-2015 | Grand Rapids | 6      | 4      | 24,8   | 57,1  | 0,0    | 75,0 | 7,17    | 0,67    | 0,50   | 0,83   | 8,17   |
| Total     | Total        | 17     | 14     | 24,2   | 50,0  | 0,0    | 73,3 | 7,53    | 0,76    | 0,53   | 1,00   | 7,82   |

Mise à jour le 30 mai 2022

## Records en NBA/D-League
Les records personnels de Tony Mitchell, officiellement recensés par la NBA sont les suivants :
| Type de statistique        | Saison régulière (NBA) | Saison régulière (NBA)     | Saison régulière (NBA) | Saison régulière (D-League) | Saison régulière (D-League) | Saison régulière (D-League) |
| Type de statistique        | Record                 | Adversaire                 | Date                   | Record                      | Adversaire                  | Date                        |
| -------------------------- | ---------------------- | -------------------------- | ---------------------- | --------------------------- | --------------------------- | --------------------------- |
| Points                     | 4                      | 2 fois                     | 2 fois                 | 14                          | Energy de l'Iowa            | 3 janvier 2014              |
| Paniers marqués            | 1                      | 5 fois                     | 5 fois                 | 5                           | 3 fois                      | 3 fois                      |
| Paniers tentés             | 2                      | 3 fois                     | 3 fois                 | 9                           | D-Fenders de Los Angeles    | 26 novembre 2014            |
| Paniers à 3 points réussis | 1                      | Timberwolves du Minnesota  | 10 décembre 2013       |                             |                             |                             |
| Paniers à 3 points tentés  | 1                      | Timberwolves du Minnesota  | 10 décembre 2013       | 1                           | 4 fois                      | 4 fois                      |
| Lancers francs réussis     | 4                      | Magic d'Orlando            | 28 janvier 2014        | 6                           | Skyforce de Sioux Falls     | 8 février 2014              |
| Lancers francs tentés      | 4                      | 2 fois                     | 2 fois                 | 8                           | Skyforce de Sioux Falls     | 8 février 2014              |
| Rebonds offensifs          | 3                      | 2 fois                     | 2 fois                 | 6                           | 2 fois                      | 2 fois                      |
| Rebonds défensifs          | 4                      | @ Cavaliers de Cleveland   | 9 avril 2014           | 9                           | 3 fois                      | 3 fois                      |
| Rebonds totaux             | 6                      | @ Cavaliers de Cleveland   | 9 avril 2014           | 14                          | Skyforce de Sioux Falls     | 8 février 2014              |
| Passes décisives           | 1                      | 2 fois                     | 2 fois                 | 2                           | 2 fois                      | 2 fois                      |
| Interceptions              | 2                      | Raptors de Toronto         | 13 avril 2014          | 2                           | 2 fois                      | 2 fois                      |
| Contres                    | 1                      | 3 fois                     | 3 fois                 | 4                           | 2 fois                      | 2 fois                      |
| Balles perdues             | 2                      | Timberwolves du Minnesota  | 10 décembre 2013       | 6                           | Skyforce de Sioux Falls     | 30 décembre 2013            |
| Minutes jouées             | 13                     | @ Warriors de Golden State | 12 novembre 2013       | 34                          | Jam de Bakersfield          | 12 février 2014             |

- Double-double : 3 (dont 3 en D-League, au 24/12/2014).
- Triple-double : aucun.

## Palmarès
- Second-team All-Sun Belt (2013)
- First-team All-Sun Belt (2012)
- Sun Belt Conference Freshman of the Year (2012)